# 埃斯普莫苏
埃斯普莫苏是巴西南大河州的一个市镇。总面积783.114平方公里，总人口14991人，人口密度19.1人/平方公里。